# Сорліней
Сорліне́й (рос. Сорлиней, ерз. Серлиней) — село у складі Чамзінського району Мордовії, Росія. Входить до складу Медаєвського сільського поселення.

## Населення
Населення — 70 осіб (2010; 94 у 2002).
Національний склад (станом на 2002 рік):
- росіяни — 89 %